# Hexatoma (Eriocera) crystalloptera
Hexatoma (Eriocera) crystalloptera is een tweevleugelige uit de familie steltmuggen (Limoniidae). De soort komt voor in het Oriëntaals gebied.